# Juan Ortuño Such
Juan Ortuño Such (Polop, Marina Baixa, 27 de febrer de 1940 - Madrid, 14 de maig de 2017) va ser un militar valencià, general cap de la Força de maniobra i cap de la Caserna General Terrestre d'Alta Disponibilitat (CGTAD), càrrec que ocupa el buit deixat pel Capità general de València.

## Biografia
En 1957 va ingressar a l'Acadèmia General Militar i en 1961 es va graduar com a tinent. Fou instructor de suboficials a l'Acadèmia d'Enginyers i en 1966 fou ascendit a capità. En 1970 es graduà en l'Escola d'Estat Major i treballà en Intel·ligència i Contraintel·ligència. En 1978 va ascendir a comandant i fou destinat al nou Centre Superior d'Informació de la Defensa (CESID) fins 1982. En 1982 es va incorporar a la Divisió i Coordinació i Plans d'Estat Major de l'Exèrcit, de manera que entre juny de 1985 i juliol de 1986 va estudiar Estat Major a l'acadèmia de Fort Leavenworth (Kansas, EUA). En 1986 fou ascendit a tinent coronel i de 1989 a 1992 fou agregat militar a l'ambaixada d'Espanya a Londres. En 1992 va ascendir a coronel i fou nomenat cap de la secció de l'Àrea Mediterrània de la Divisió d'Intel·ligència de l'Estat Major Conjunt de la Defensa (EMACON).
En 1994 va ascendir a general de brigada i fou designat cap de la Divisió de Plans i Organització de l'Estat Major, i el 1996, després de ser ascendit a general de divisió, fou nomenat primer comandant de la Força Operativa Ràpida Europea (EUROFOR), amb seu a Florència. En 1999 fou nomenat primer comandant de l'Eurocòs i el 2000 va assumir el comandament del KFOR. A finals de 2001 va assumir el comandament de la Força de Maniobra de l'Exèrcit de Terra, durant el temps en què es va instal·lar la Caserna General Terrestre d'Alta Disponibilitat a Bétera, del que en serà nomenat cap. càrrec que va ocupar fins al seu pas a la reserva el febrer de 2004.